# Procédure stockée
En informatique, dans la technologie des bases de données, une procédure stockée (ou stored procedure en anglais) est un ensemble d'instructions SQL précompilées, stockées dans une base de données et exécutées sur demande par le SGBD qui manipule la base de données.
Les procédures stockées peuvent être lancées par un utilisateur, un administrateur DBA ou encore de façon automatique par un événement déclencheur (de l'anglais "trigger").
Il existe des procédures stockées pour ce qui est de la manipulation de données comme pour le 'tuning de base'.

## Fonctionnement
Les requêtes envoyées à un serveur SQL font l'objet d'une 'analyse syntaxique' puis d'une interprétation avant d'être exécutées. Ces étapes sont très lourdes si l'on envoie plusieurs requêtes complexes.
Les procédures stockées répondent à ce problème : une requête n'est envoyée qu'une unique fois sur le réseau puis analysée, interprétée et stockée sur le serveur sous forme exécutable (précompilée). Pour qu'elle soit exécutée, le client n'a qu'à envoyer une requête comportant le nom de la procédure stockée.
On peut ainsi passer des paramètres à une procédure stockée lors de son appel, et recevoir le résultat de ses opérations comme celui de toute requête SQL.

## Intérêts
- simplification : code plus simple à comprendre[1]
- rapidité : moins d'informations sont échangées entre le serveur et le client
- performance : économise au serveur l'interprétation de la requête car elle est précompilée[2]
- sécurité : les applications et les utilisateurs n'ont aucun accès direct aux tables, mais passent par des procédures stockées prédéfinies

## Exemple
Code PL/pgSQL (PostgreSQL) pour la création d'une procédure stockée générant un identifiant pour un nouvel utilisateur : ERREUR: les fonctions PL/pgsql ne peuvent pas renvoyer le type opaque (psql (PostgreSQL) 8.4.4)
```
   
CREATE
 
PROCEDURE
 
genererIdUser
()
 
RETURNS
 
OPAQUE
 
AS

   
DECLARE

          
iduser
 
integer
;

   
BEGIN

          
SELECT
 
INTO
 
iduser
 
MAX
(
id_user
)
 
FROM
 
user
;

          
IF
 
iduser
 
ISNULL
 
THEN

                 
iduser
 
:
=
 
0
;

          
END
 
IF
;

          
NEW
.
id_user
 
:
=
 
iduser
 
+
 
1
;

          
RETURN
 
NEW
;

   
END
;

   
LANGUAGE
 
'plpgsql'
;

```

Code pour appeler la procédure stockée :
```
    
EXECUTE
 
PROCEDURE
 
genererIdUser
()

```